# Acceso Total: Tour Edition
Acceso Total es el primer álbum recopilatorio de Funky, y el octavo de sus producciones. Incluye el tema «Ella quiere que la miren» y otros éxitos de sus álbumes anteriores. El álbum contenía dos discos, un CD con las 12 canciones y un DVD con 5 vídeos.
Fue distribuido nuevamente por el sello CanZion, siendo promocionado junto a una serie de conciertos a lo largo de América Latina con el mismo nombre del álbum.

## Lista de canciones
| N.º | Título                                  | Escritor(es)                   | Álbum Original / Año        | Duración |  |
| 1.  | «Ella quiere que la miren»              | Willy González, Luis Marrero   | Inédito / 2008              | 3:47     |  |
| 2.  | «No vuelvo pa'trás» (feat. Álex Campos) | Luis Marrero, Álex Campos      | Corriendo Para Ganar / 2006 | 3:31     |  |
| 3.  | «Decídete»                              | Luis Marrero                   | Corriendo Para Ganar / 2006 | 4:04     |  |
| 4.  | «Súbelo» (feat. Sammy)                  | Luis Marrero                   | Vida Nueva / 2005           | 3:29     |  |
| 5.  | «Lo que traigo es flow»                 | Luis Marrero                   | Los Vencedores / 2004       | 3:20     |  |
| 6.  | «Síguelo»                               | Luis Marrero                   | Corriendo Para Ganar / 2006 | 3:24     |  |
| 7.  | «Seguimos activao»                      | Luis Marrero                   | Corriendo Para Ganar / 2006 | 3:29     |  |
| 8.  | «Ayúdame» (feat. Domingo Quiñones)      | Luis Marrero, Domingo Quiñones | Corriendo Para Ganar / 2006 | 4:09     |  |
| 9.  | «Me estás matando»                      | Luis Marrero                   | Corriendo Para Ganar / 2006 | 4:26     |  |
| 10. | «Mi Maestro» (feat. Oscar Negrón)       | Luis Marrero                   | Especie En Peligro / 2003   | 4:09     |  |
| 11. | «Que siga la fiesta»                    | Luis Marrero                   | Especie En Peligro / 2003   | 3:56     |  |
| 12. | «Pon atención»                          | Luis Marrero                   | Especie En Peligro / 2003   | 3:35     |  |

## Lista de videos
1. Síguelo
2. Me estás matando[7]
3. No vuelvo pa'trás (con Álex Campos)
4. Lo que traigo es flow
5. Mi Maestro